# Andreas Thomsson
Andreas Thomsson (Kalmar, 27 maggio 1971) è un allenatore di calcio ed ex calciatore svedese, di ruolo centrocampista.

## Carriera

### Giocatore

#### Club
Thomsson giocò con la maglia del Mörbylånga GoIF, prima di passare al Kalmar. Successivamente, fu in forza al Färjestadens GoIF, prima di tornare al Kalmar e disputare 25 partite nell'Allsvenskan 1999.
Nel 2001, fu ingaggiato dai norvegesi del Sandefjord. Esordì il 22 aprile, nel pareggio per 3-3 contro l'Aalesund. Il 6 maggio realizzò l'unica rete in campionato, nella vittoria per 3-0 sul Byåsen.
Dal 2002 al 2004, militò nelle file dell'Åtvidaberg, formazione in cui chiuse la carriera agonistica.

### Allenatore
Appesi gli scarpini al chiodo, diventò assistente allenatore all'Åtvidaberg. Dal 2011 al 2012, diventò tecnico della squadra. Nel 2013, andò a ricoprire lo stesso incarico all'Öster.